# 金利スワップ
金利スワップ（きんりスワップ、英: Interest Rate Swap, IRS）とは、取引当事者が一定の想定元本、期間、利息交換日およびその機関を決定し、金利を交換するスワップ取引のこと。変動金利と固定金利の交換が多い。デリバティブ取引の一種。

## 起源
金利は一律ではなく、短期変動金利と長期固定金利がある。短期変動金利とは、中央銀行の政策金利に連動し、その時々の経済状況や政策判断により随時変動する。一方で長期固定金利とは、住宅ローンや長期債券など、数十年にもわたる長期間の契約に適用される、固定一律の利率である。
多くの金融機関は、低い変動金利で資金を調達し、それを利率を上乗せした固定利率で貸し出し、その金利差から利益を得ている。しかし変動金利が固定利率を超えて上昇した場合は、逆ザヤが生じて損失を蒙る。1970年代、アメリカではオイルショックやニクソンショックなど多くの事件で変動金利が乱高下し、しばしば10%を超えて、住宅ローンの貸し出しを主業務にしていた多くの金融機関が破綻に追い込まれた。そこで金利の変動によるリスクを回避する方法が模索され、投資銀行により考案されたのが金利スワップである。具体的には、例えば以下のような取引である。

### 初期の形態
地場の貯蓄貸付組合のA組合は、顧客から現在3%の変動金利で預金を集め、その資金を5%の長期固定金利で住宅ローンにして貸し出している。しかし変動金利が5%を超えて上昇した場合は損失を蒙る。そこで、以下の操作を行なう。
A組合は投資銀行などのアレンジャー(幹事企業)を相手に、変動金利と固定金利を交換する。具体的には、A組合は投資銀行に、例えば4%の固定利率で計算した利息相当額を支払い、変動金利の支払いを肩代わりしてもらう。変動金利が上昇した場合のリスクは、投資銀行が負う。
この取引により、A組合はいわば4%の固定金利で調達した資金を5%の固定金利で貸し出すことになり、金利の変動に伴うリスクを回避することができる。一方で投資銀行は、次のいずれかにより利益を得る。
1. そのまま保持する。むろんこの場合、変動金利は平均して4%を超えないと分析しているのである。見通しが外れた場合は、損失を被る。
2. 同じように変動金利が上昇しないと考えている他の顧客に取引を仲介し、双方から手数料を得る。

当初は上のように単純なものであったが、取引が増えるにつれ手法が進化し、現在ではオプション取引と組み合わせた「スワップション」などの複雑な金融工学的手法によって、金利変動リスクを回避するようになっている。現在のスワップ取引はそういった特殊な金融技術を持つ大手金融機関により、利用者の一般企業に提供されている。

## 概要
一般的に、金利スワップは元本同士を交換せず、金利を交換する。そのため、金利算定のための元本、すなわち想定元本を決定する必要がある。
例えば、長期の変動金利型による借入契約（元本：10億円 借入期間：5年 支払変動金利（①）：3ヶ月TIBORと連動）締結にあたり、企業にとって利息支払額（キャッシュフロー）の変動が何よりも回避すべきリスクであるとする。この場合、元々の支払変動金利の借入契約とは別に次のような金利スワップ取引を締結することで、金利変動リスクを完全に回避することができる。すなわち、
- 想定元本：10億円 利息交換期間：5年（借入期間に連動）
- 受取変動金利（②）：3ヶ月TIBOR 支払変動金利（③）：固定（1.7%）
  - 金利スワップにより、借入による変動金利が相殺され（①+②）、常に一定の固定金利（設例の場合だと1.7%）を支払っているのと同じ効果になる（③）。この場合、デリバティブ取引することで、元々の借入負債に係る「変動金利」インデックスを「固定金利」インデックスと交換し、支払変動金利を固定化した例といえる。

企業が金利スワップを利用する目的は様々であるが、大まかには以下の2点がある。
- 金利スワップを利用した利得目的の場合。すなわち、将来の金利動向等をにらみながら、相場観に基づく取引などがこれにあたる。
- リスクヘッジ目的の場合。すなわち、相場変動やキャッシュフロー変動は、望ましくない方向だけでなく望ましい方向にも変動するが、ヘッジ目的の場合、望ましい方向への変動自体もリスク（不安定要因）であり、このような変動自体はできるだけなくすのが望ましいとされる（なお、損失を回避することだけを目的とする場合は、相場観に基づく取引であり、本来ヘッジ目的とはいえないが、実務上しばしばヘッジ目的と同一視される例が散見される）。

リスクヘッジ目的については、相場変動リスクヘッジとキャッシュフロー変動リスクヘッジの2つがあるが、これらのリスクを同時にヘッジさせることは不可能である。キャッシュフロー変動を固定化すれば、相場変動リスクに晒されることになり、反対に市場の相場変動に金利を連動させれば、キャッシュフロー変動リスクを免れないためである。キャッシュフロー変動と相場変動のいずれをリスクとみなし、ヘッジすべきかについては、ヘッジ対象や各企業の規定するリスク管理方針等によって異なる。

## 金利スワップの会計処理

### 原則処理
金利スワップについては、他のデリバティブ取引と同様、原則、時価評価が必要である。

### ヘッジ会計
「金融商品に関する会計基準」（以下、金融商品会計）および「金融商品会計に関する実務指針」（以下、実務指針）に定めるヘッジ会計適用要件（ヘッジ会計に係る社内規定整備等）を満たせば、ヘッジ会計を適用することができる

### 特例処理
ただし、実務指針#178項の下記要件を満たす取引については、例外的に時価評価を行わず、デリバティブ取引の受払による純額等を当該資産または負債に係る利息に加減する特例処理が認められる。
- 金利スワップの想定元本と貸借対照表上の対象資産または負債の元本金額がほぼ一致していること（±5%以内であればよい）
- 金利スワップとヘッジ対象資産または負債の契約期間および満期がほぼ一致していること（±5%以内であればよい。例えば、ヘッジ対象の契約期間が10年の場合、6ヶ月以内の差異であれば、ほぼ一致とみなす）
- 変動金利の基礎となっているインデックスと対象資産または負債の変動金利の基礎となっているインデックスがほぼ一致していること
- 金利スワップの金利改定のインターバルおよび金利改定日と、ヘッジ対象の資産または負債の金利改定日がほぼ一致していること（3ヶ月以内の差異であればよい。ただし、プライムレートの場合、TIBOR等とは異なり一定期間変化しないため、特例処理の対象外）
- 金利スワップの受払条件がスワップ期間を通して一定であること（同一の固定金利および変動金利のインデックスがスワップ期間を通して使用されていること）
- 金利スワップに期限前解約オプション、支払金利のフロアーまたは受取金利のキャップが存在する場合には、ヘッジ対象の資産又は負債に含まれた同等の条件を相殺するためのものであること

## 金利スワップの種類
プレイン・スワップ（Plain Swap）
最も基本的な金利スワップ（固定対変動で変動と固定の支払日が同じ、想定元本が一定、など）を プレインスワップと呼ぶことがある。
ベーシス・スワップ（Basis Swap）
変動金利同士の金利スワップ。6ヶ月物LIBOR対3ヶ月物LIBOR、LIBOR対TIBOR、米ドルSOFR対日本円TONAなど。同一通貨の場合も異なる通貨の場合もある。
通貨スワップ（Cross Currency Swap）
異なる通貨間のスワップを通貨スワップ（クロスカレンシースワップ）と呼ぶ。元本の交換があるもの、さらに元本部分を為替レートにより定期的にリバランスするものがある。
クーポン・スワップ（Coupon Swap）
通貨スワップのうち、元本の交換がないものをクーポン・スワップと呼ぶ。
シングル・ペイメント・スワップ（Single-Payment Swap, SPS）
キャッシュフローが一回だけのものをシングル・ペイメント・スワップと呼ぶことがある。
オーバーナイト・インデックス・スワップ（Overnight Indexed Swap, OIS）
一方、または両方のキャッシュフローが翌日物コールレートや、FF金利、EONIAなどの翌日物の金利と連動するものをオーバーナイト・インデックス・スワップ（OIS）と呼ぶ。通常、OISレッグのキャッシュフローは1日毎の複利で計算される。
アモータイジング・スワップ（Amortizing Swap）
想定元本を定期的に減少させていくスワップ。
インデックス・アモータイジング・スワップ（Index Amortizing Swap）
指標とする短期レートやインデックス（例えばLIBOR）の変動幅により想定元本の減少量を決定するスワップをインデックスアモータイジングスワップと呼ぶ。これは通常の金利スワップとスワップションを組み合わせたものである。
アクリーティング・スワップ（Accreting Swap）
想定元本を定期的に増加させていくスワップ。
インデックス・アクリーティング・スワップ（Index Accreting Swap）
指標とする短期レートやインデックス（例えばLIBOR）の変動幅により想定元本の増加量を決定するスワップをインデックスアクリーティングスワップと呼ぶ。これは通常の金利スワップとスワップションを組み合わせたものである。
ローラーコースター・スワップ（Rollercoaster Swap）
想定元本を減少させたり増加させるスワップ。
インフレーション・スワップ（Inflation Swap）
固定金利と消費者物価指数などの物価指数と連動する変動金利のスワップ。

## 複合取引
金利スワップ取引を構成要素に持つ複合取引のひとつに、アセットスワップ（狭義）の取引がある。このアセットスワップ取引は、ある年限の国債をロング（ショート）すると同時に、同年限のスワップを払う（受ける）というパッケージ取引である。なお、アセットスワップ取引の定義として、債券等の金利や通貨を交換するスワップ取引、とされることがあり、この定義においては、アセットスワップは金利スワップ取引を構成要素に必ずしも含まなくてよい。